# Lista de países por população em 1939
Está é uma lista de países por população em 1939. A estimativa dos números são entre 1º de janeiro de 1939 até 31 de agosto de 1939, e números exatos são de países que fizeram censo no ano de 1939 (ocorrendo em várias datas ao longo do ano).
| Rank | País/Território | População c. 1939 | Porcentagem da população mundial |
| -    | Mundo | 2,300,000,000     | -                                |
| ---- | --- | ----------------- | -------------------------------- |

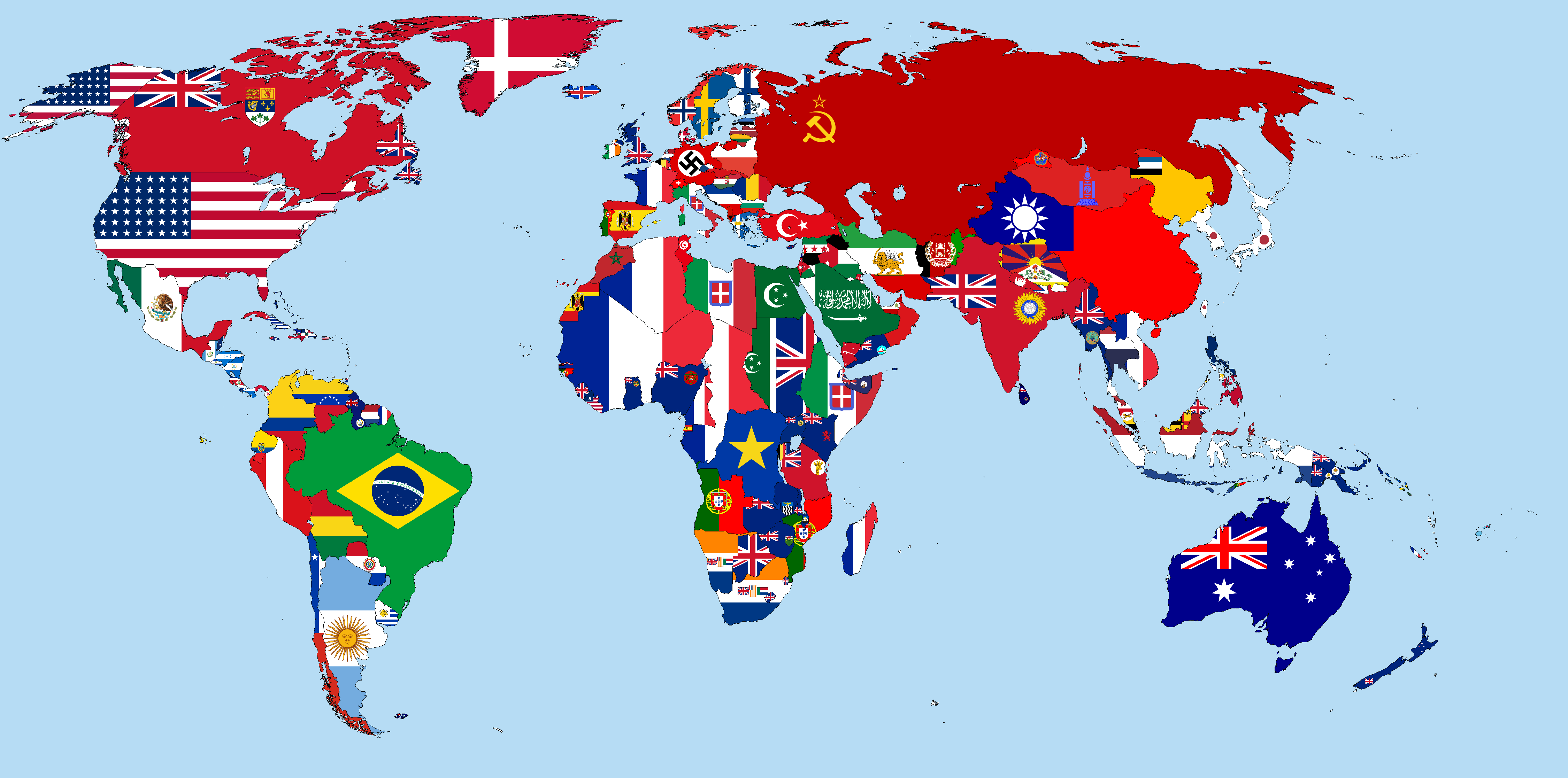
Mapa dos paises em 1938

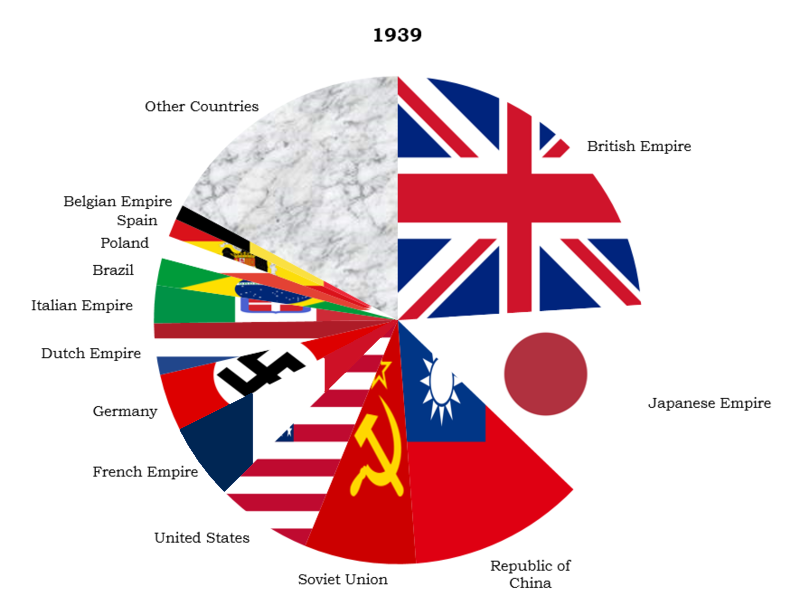
Divisão da População Mundial em 1939

| 1    | Império Britânico - Índia britânica - 377,806,000 - Índia - 311,820,000 - Bangladesh - 38,843,000 - Paquistão - 27,143,000 - Grã-Bretanha - 47,760,000 - Nigeria - 19,753,000 - Birmânia Britânica - 16,145,000 - Canadá - 11,267,000 - África do Sul - 10,559,000 - Sudoeste Africano - 484,000 - Sudão-Anglo Egípcio - 7,727,000 - Austrália - 6,968,000 - Papua e Nova Guiné - 1,292,000 - Nauru - 3,400 - Christmas - 1,000 - Ilhas Cocos - 1,000 - Ceilão Britânico - 6,045,000 - Malásia - 5,386,300 - Estados Federados Malaios - 2,145,000 - Estados Malaios Não Federados - 1,871,000 - Estabelecimentos dos Estreitos - 1,370,300 - Singapura - 710,000 - Tanganica - 5,373,000 - Zanzibar - 151,000 - Quênia - 4,500,000 - Uganda - 4,000,000 - Costa do Ouro - 3,889,000 - Rodésia do Sul- 2,414,000 - Niassalândia - 2,383,000 - Rodésia do Norte - 2,160,000 - Serra Leoa - 1,800,000 - Nova Zelândia - 1,629,000 - Samoa - 63,000 - Ilhas Gilbert e Ellice - 33,400 - Ilhas Cook - 7,000 - Tokelau - 1,300 - Niue - 1,000 - Hong Kong britânico - 1,479,000 - Jamaica - 1,178,600 - Camarões Britânicos - 1,024,500 - Adém - 994,000 - Palestina - 871,000 - Basutolândia - 622,000 - Trinidad e Tobago - 476,000 - Butão - 470,000 - Chipre - 461,000 - Mascate e Omã - 452,000 - Jordânia - 428,000 - Maurícia - 422,000 - Bechunalândia - 365,000 - Somalilândia Britânica - 350,000 - Guiana Britânica - 339,000 - Terra Nova - 314,900 - Bornéu do Norte - 302,000 - Malta - 269,000 - Suazilândia - 222,000 - Fiji - 210,500 - Gâmbia - 205,000 - Ilhas Windward - 203,100 - Granada - 76,000 - Santa Lúcia - 69,100 - São Vicente e Granadinas - 58,000 - Barbados - 177,000 - Ilhas Leeward - 134,700 - Domínica - 50,600 - São Cristovão-Neves-Anguilla - 37,600 - Antígua e Barbuda - 34,100 - Ilhas Virgens Britânicas - 6,400 - Montserrat - 6,000 - Kuwait - 130,000 - Ilhas do Canal - 101,000 - Jersey - 57,000 - Guernsey - 44,000 - Bahrein - 99,000 - Ilhas Salomão - 90,000 - Maldivas - 79,000 - Bahamas - 67,000 - Estados da Truciais - 65,000 - Honduras Britânicas- 55,000 - Ilha de Man - 52,000 - Novas Hébridas - 43,000 - Brunei - 38,000 - Tonga - 35,000 - Seicheles - 31,500 - Bermudas - 30,500 - Qatar - 22,000 - Gibraltar - 19,000 - Ilhas Cayman - 6,400 - Ilhas Turks e Caicos - 5,000 - Santa Helena (território) - 4,700 - Ilhas Malvinas - 2,400 - Shamian Inglês - 1,600 - Ilhas Pitcairn - 200 | 550,832,000       | 23,9%                            |
| 2    | Império do Japão - Governo Provisório da China - 91,817,000 - Governo Reformado da China - 90,787,000 - Japão - 73,100,300 - Ryukyu - 823,000 - Awaji - 156,000 - Sado - 110,000 - Tsushima - 57,000 - Izu - 32,000 - Oki - 32,000 - Ogasawara - 7,400 - Daito - 5,900 - Vulcano - 5,200 - MinamiToriShima - 4,500 - Manchukuo - 41,080,900 - Coreia - 24,326,300 - Chejudo - 213,000 - Formosa - 5,872,100 - Hōko - 64,600 - Mengjiang - 5,525,800 - Hainan - 2,200,000 - Kwantung - 1,367,300 - Cantão - 1,238,000 - Karafuto - 414,900 - Shantou - 237,000 - Fuzhou - 223,000 - Mandato do Pacífico Sul - 131,300 - Marianas do Norte - 49,700 - Palau - 36,200 - Micronésia - 34,000 - Marshall - 11,400 - Amoy - 113,000 - Kinmen - 50,000 - Chishima - 34,700 | 338,518,600       | 15,3%                            |
| 3    | República da China - China Nacionalista - 252,020,000 - Sinquião - 4,360,000 - Xunquim - 2,000,000 | 258,380,000       | 11,9%                            |
| 4    | União Soviética - RSFS da Rússia- 109,397,500 - RSSA de Basquir - 3,144,700 - RSSA Tártara - 2,919,400 - RSSA de Udmurte - 1,220,000 - RSSA da Mordóvia - 1,188,600 - RSSA Chuvache - 1,077,600 - RSSA do Daguestão - 930,500 - RSSA da Checheno-Inguchétia - 697,400 - RSSA dos Alemães do Volga - 605,500 - RSSA de Mari - 579,500 - RSSA da Buriácia - 542,200 - RSSA da Carélia - 469,100 - RSSA de Iacútia - 400,500 - RSSA da Cabardino-Balcária - 359,2000 - RSSA da Ossétia do Norte - 328,900 - RSSA de Komi - 319,000 - RSSA da Calmúquia - 220,700 - RSS da Ucrânia - 30,946,200 - RSSA da Crimeia - 1,126,000 - RSSA da Moldávia - 599,150 - RSS do Uzbequistão - 6,271,300 - RSSA do Caracalpaque - 469,700 - RSS do Cazaquistão - 6,151,100 - RSS da Bielorrússia - 5,569,000 - RSS da Geórgia - 3,540,000 - RSSA da Abecásia - 318,000 - RSSA de Adjara - 204,000 - RSS do Azerbaijão - 3,205,200 - RSSA do Naquichevão - 120,000 - RSS do Tadjiquistão - 1,484,400 - RSS do Quirguistão - 1,458,200 - RSS da Armênia - 1,282,300 - RSS do Turcomenistão - 1,251,900 | 170,557,100       | 7.4%                             |
| 5    | Estados Unidos - Estados Unidos - 131,028,000 - Território do Havaí - 422,700 - Território do Alaska - 72,500 - Filipinas - 16,000,000 - Porto Rico - 1,869,200 - Ilhas Virgens Americanas - 24,800 - Guam - 22,800 - Samoa Americana- 12,900 - Ilha Wake - 1,700 - Midway - 400 | 148,959,800       | 6.5%                             |
| 6    | França - França Metropolitana - 42,000,000 - Córsega - 220,000 - Indochina Francesa - 25,821,300 - Tonquim - 9,264,000 - Annam - 6,211,300 - Conchinchina - 4,910,000 - Camboja - 3,958,000 - Laos - 1,478,000 - Guangzhouwan - 326,000 - África Ocidental Francesa - 17,874,700 - Sudão Francês - 3,635,100 - Alto Volta - 3,308,000 - Guinea Francesa - 2,381,000 - Senegal - 1,957,000 - Níger - 1,809,600 - Costa do Marfim - 1,700,000 - Daomé Francês - 1,532,000 - Togolândia Francesa - 1,043,000 - Mauritânia - 509,000 - Argélia - 7,517,000 - Marrocos Francês - 6,622,200 - África Equatorial Francesa - 4,314,000 - Congo Francês - Ubangui-Chari - 1,069,000 - Congo Médio - 808,000 - Gabão - 416,000 - Chad Francês - 2,021,000 - Madagáscar - 3,900,000 - Síria - 2,913,000 - Tunísia - 2,865,000 - Camarões Francês - 2,382,000 - Líbano - 1,168,000 - Índia Francesa - 300,000 - Martinica - 222,000 - Reunião - 213,000 - Guadalupe - 208,000 - São Martinho - 6,500 - São Bartolomeu - 2,500 - Comores - 137,000 - Somália Francesa - 52,000 - Nova Caledônia - 47,000 - Polinésia Francesa - 51,200 - Novas Hébridas - 43,000 - Seicheles - 30,000 - Guiana Francesa- 24,000 - Mayotte - 16,000 - Wallis e Futuna - 6,000 - São Pedro e Miquelon - 4,300 - Shamian Francês - 400 | 119,066,100       | 5,0%                             |
| 7    | Alemanha - Alemanha - 69,314,000 - Boêmia e Morávia 7,380,000 - Áustria - 6,753,000 - Sudetos - 3,261,650 - Eslováquia- 2,653,000 - Memel - 141,650 | 89,503,300        | 3.9%                             |
| 8    | Países Baixos - índias Orientais Holandesas - 69,435,000 - Países Baixos - 8,729,000 - Guiana Holandesa - 173,100 - Antilhas Holandesas - 140,200 - Curaçao - 102,000 - Aruba - 29,200 - Bonaire - 4,500 - São Martinho - 2,000 - Santo Eustáquio - 1,500 - Saba - 1,000 | 78,477,300        | 3.4%                             |
| 9    | Império Italiano - Itália Metropolitana - 44,018,000 - Sicília - 4,098,000 - Sardenha - 1,082,000 - África Oriental Italiana - 19,818,000 - Abissínia - 16,894,000 - Somalilândia Italiana - 1,750,000 - Eritréia - 1,174,000 - Reino da Albânia - 1,073,000 - Líbia Italiana - 893,800 - Ilhas Italianas do Egeu - 132,500 - Concessão Italiana de Tientsin - 14,600 | 65,949,900        | 2.5%                             |
| 10   | Brasil - Brasil - 40,206,400 - Território do Acre - 81,400 - Fernando de Noronha - 1,200 | 40,289,000        | 1,8%                             |
| 11   | Polônia - Polônia - 34,849,000 - Cesky Tesin - 250,000 - Bohumín - 227,400 - Orava - 4,300 - Spis - 1,000 | 35,331,700        | 1.5%                             |
| 12   | Reino da Espanha e · Segunda República Espanhola - Espanha - 25,637,000 - Ilhas Canárias - 688,000 - Ilhas Baleares - 408,000 - Marrocos Espanhol - 842,800 - Guiné Espanhola - 202,000 - Saara Espanhol - 14,000 | 26,695,800        | 1.2%                             |
| 13   | Egito 16,492,000 - Sudão-Anglo Egípcio - 7,727,000 | 24,219,000        | 0.7%                             |
| 14   | Bélgica - Congo Belga - 10,304,000 - Bélgica - 8,387,000 - Ruanda-Urundi - 3,906,000 - Urundi - 2,186,000 - Ruanda - 1,720,000 | 22,597,000        | 1.0%                             |
| 15   | Reino da Romênia - Romênia - 19,934,000 - Moldávia - 2,280,00 - Chernivitz - 806,000 - Budjak - 599,000 - Dobruja do Sul - 355,000 | 19,934,000        | 0.9%                             |
| 16   | México | 19,705,000        | 0.8%                             |
| 17   | Portugal - Portugal - 7,627,000 - Açores - 287,000 - Madeira - 249,500 - Moçambique - 5,650,000 - Angola - 3,740,800 - Índia Portuguesa - 624,100 - Guiné Portuguesa- 521,000 - Timor Português - 435,000 - Macau - 245,200 - Cabo Verde - 146,000 - São Tomé e Príncipe - 60,000 | 19,049,100        | 0.8%                             |
| 18   | Turquia | 17,370,000        | 0.8%                             |
| 19   | Reino da Iugoslávia - Sérvia - 5,792,000 - Croácia - 3,787,000 - Bósnia e Herzegovina - 2,626,000 - Eslovênia - 1,448,000 - Macedônia - 1,214,000 - Kosovo - 754,000 - Montenegro - 392,000 | 16,013,000        | 0.7%                             |
| 20   | Tailândia | 15,023,000        | 0.7%                             |
| 21   | Pérsia | 14,708,000        | 0.6%                             |
| 22   | Argentina - Argentina - 13,944,200 - Terra do Fogo - 3,800 | 13,948,000        | 0.6%                             |
| 23   | Reino da Hungria - Hungria - 9,217,000 - Felvidek - 1,346,000 - Rutênia - 796,400 - Stakčin e Sobrance - 70,000 | 11,429,400        | 0.5%                             |
| 24   | Colômbia - Colômbia - 8,889,500 - San Andrés e Providência - 6,500 | 8,896,000         | 0.4%                             |
| 25   | Nepal | 7,525,000         | 0.3%                             |
| 26   | Afeganistão | 7,400,000         | 0,3%                             |
| 27   | Grécia | 7,222,000         | 0.3%                             |
| 28   | Peru | 6,572,000         | 0.3%                             |
| 29   | Bulgária | 6,564,000         | 0,3%                             |
| 30   | Suécia | 6,341,000         | 0.3%                             |
| 31   | Chile - Chile - 4,801,500 - Chiloé - 113,500 | 4,915,000         | 0.2%                             |
| 32   | Cuba | 4,428,000         | 0.18%                            |
| 37   | Iraque | 4,235,000         | 0.16%                            |
| 33   | Suíça | 4,210,000         | 0.18%                            |
| 34   | Dinamarca - Dinamarca - 3,795,000 - Groenlândia - 18,400 - Ilhas Faroe - 26,900 | 3,840,300         | 0.17%                            |
| 36   | Finlândia | 3,700,000         | 0.16%                            |
| 37   | Venezuela - Venezuela - 3,627,100 - Dependências Federais - 900 | 3,628,000         | 0.16%                            |
| 38   | Arábia Saudita | 3,020,000         | 0.12%                            |
| 39   | Irlanda | 2,960,000         | 0.13%                            |
| 40   | Noruega - Noruega- 2,953,000 - Svalbard - 2,700 | 2,955,700         | 0.13%                            |
| 41   | Lituânia | 2,841,000         | 0.11%                            |
| 42   | Iêmen | 2,775,000         | 0.12%                            |
| 43   | Haiti | 2,707,000         | 0.12%                            |
| 44   | Bolívia | 2,659,000         | 0.12%                            |
| 45   | Equador - Equador - 2,411,200 - Galápagos - 800 | 2,412,000         | 0.10%                            |
| 46   | Guatemala | 2,150,000         | 0.09%                            |
| 47   | Letônia | 1,994,500         | 0.09%                            |
| 48   | Uruguai | 1,953,000         | 0.09%                            |
| 49   | República Dominicana | 1,634,000         | 0.07%                            |
| 50   | El Salvador | 1,590,000         | 0.06%                            |
| 51   | Estônia | 1,134,000         | 0.05%                            |
| 52   | Honduras - Honduras - 1,093,000 - Baía - 7,000 | 1,100,000         | 0.05%                            |
| 53   | Paraguai | 1,061,000         | 0.04%                            |
| 54   | Tibete | 1,000,000         | 0,16%                            |
| 55   | Mongólia | 819,000           | 0.04%                            |
| 56   | Nicarágua | 806,000           | 0.04%                            |
| 57   | Libéria | 780,000           | 0,03%                            |
| 58   | Panamá | 640,000           | 0.03%                            |
| 59   | Costa Rica | 623,400           | 0.03%                            |
| 60   | Sarauaque | 460,000           | 0.02%                            |
| 61   | Danzig | 408,000           | 0.02%                            |
| 62   | Luxemburgo | 295,000           | 0,01%                            |
| 63   | Islândia | 118,900           | 0.01%                            |
| 64   | Tânger | 60,000            | 0,004%                           |
| 65   | Mônaco | 18,000            | 0.001%                           |
| 66   | San Marino | 13,500            | 0.0006%                          |
| 67   | Liechtenstein | 13,000            | 0.0006%                          |
| 68   | Andorra | 6,000             | 0.0003%                          |
| 69   | Vaticano | 1,000             | 0.00005%                         |